# WTA Filderstadt
Das WTA Filderstadt (offiziell: Porsche Tennis Grand Prix) war ein Damen-Tennisturnier, das von 1978 bis 2005 ausgetragen wurde. Es zählte zu den traditionsreichsten Turnieren der WTA Tour. Sponsor (ab 2002 auch Veranstalter) des Hallenturniers in Filderstadt war die Dr. Ing. h. c. F. Porsche AG.
2006 zog das Turnier nach Stuttgart um.
→ siehe: WTA Stuttgart

## Geschichte
Das Turnier wurde auf Initiative von Dieter Fischer, einem schwäbischen Drogeriebesitzer und Selfmademan, erstmals 1978 in seiner Tennishalle in Filderstadt-Plattenhardt ausgetragen. Erste Siegerin war die damals erst 15 Jahre alte US-Amerikanerin Tracy Austin, die mit diesem Erfolg ihren Aufstieg in die Tennis-Weltklasse und zur Nummer 1 einleitete. Sie gewann das Turnier vier Mal hintereinander, was danach keiner Spielerin mehr gelungen ist. 1979 fand dort zum einzigen Mal auch ein Herrenturnier statt, Sieger wurde Wojciech Fibak.
1982 gewann erstmals Martina Navrátilová. Mit insgesamt sechs Einzelerfolgen und acht Siegen im Doppel zwischen 1979 und 1992 ist sie die erfolgreichste Spielerin aller Zeiten beim Porsche Tennis Grand Prix. Ebenfalls 1982 war Steffi Graf, im Alter von 13 Jahren, erstmals am Start, sie verlor jedoch ihr Auftaktmatch gegen Seriensiegerin Tracy Austin. Zwei Jahre später erreichte Graf als Nummer 42 der Weltrangliste zum ersten und einzigen Mal das Finale; sie musste sich jedoch der Schwedin Catarina Lindqvist mit 1:6, 4:6 geschlagen geben.
2002 gab Fischer die Rolle des Veranstalters aus Altersgründen auf. Porsche übernahm nach 25-jährigem Sponsoring das Turnier und ist seitdem auch dessen Veranstalter. 2006 wechselte der Veranstaltungsort von der längst viel zu klein gewordenen Tennisanlage im beschaulichen Filderstadt nach Stuttgart in die neu erbaute Porsche-Arena.

## Siegerliste

### Einzel
| Jahr | Siegerin            | Finalgegnerin          | Ergebnis      |
| ---- | ------------------- | ---------------------- | ------------- |
| 1978 | Tracy Austin        | Betty Stöve            | 6:3, 6:3      |
| 1979 | Tracy Austin        | Martina Navratilova    | 6:2, 6:0      |
| 1980 | Tracy Austin        | Sherry Acker           | 6:2, 7:5      |
| 1981 | Tracy Austin        | Martina Navratilova    | 4:6, 6:3, 6:4 |
| 1982 | Martina Navratilova | Tracy Austin           | 6:3, 6:3      |
| 1983 | Martina Navratilova | Catherine Tanvier      | 6:1, 6:2      |
| 1984 | Catarina Lindqvist  | Steffi Graf            | 6:1, 6:4      |
| 1985 | Pam Shriver         | Catarina Lindqvist     | 6:1, 7:5      |
| 1986 | Martina Navratilova | Hana Mandlíková        | 6:2, 6:3      |
| 1987 | Martina Navratilova | Chris Evert            | 7:5, 6:1      |
| 1988 | Martina Navratilova | Chris Evert            | 6:2, 6:3      |
| 1989 | Gabriela Sabatini   | Mary Joe Fernández     | 7:6, 6:4      |
| 1990 | Mary Joe Fernández  | Barbara Paulus         | 6:1, 6:3      |
| 1991 | Anke Huber          | Martina Navratilova    | 2:6, 6:2, 7:6 |
| 1992 | Martina Navratilova | Gabriela Sabatini      | 7:6, 6:3      |
| 1993 | Mary Pierce         | Natallja Swerawa       | 6:3, 6:3      |
| 1994 | Anke Huber          | Mary Pierce            | 6:4, 6:2      |
| 1995 | Iva Majoli          | Gabriela Sabatini      | 6:4, 7:6      |
| 1996 | Martina Hingis      | Anke Huber             | 6:2, 3:6, 6:3 |
| 1997 | Martina Hingis      | Lisa Raymond           | 6:4, 6:2      |
| 1998 | Sandrine Testud     | Lindsay Davenport      | 7:5, 6:3      |
| 1999 | Martina Hingis      | Mary Pierce            | 6:4, 6:1      |
| 2000 | Martina Hingis      | Kim Clijsters          | 6:0, 6:3      |
| 2001 | Lindsay Davenport   | Justine Henin          | 7:5, 6:4      |
| 2002 | Kim Clijsters       | Daniela Hantuchová     | 4:6, 6:3, 6:4 |
| 2003 | Kim Clijsters       | Justine Henin-Hardenne | 5:7, 6:4, 6:2 |
| 2004 | Lindsay Davenport   | Amélie Mauresmo        | 6:2, Aufgabe  |
| 2005 | Lindsay Davenport   | Amélie Mauresmo        | 6:2, 6:4      |

### Doppel
| Jahr | Siegerin                               | Finalgegnerin                          | Ergebnis        |
| ---- | -------------------------------------- | -------------------------------------- | --------------- |
| 1978 | Tracy Austin Betty Stöve               | Mima Jaušovec Virginia Ruzici          | 6:3, 6:3        |
| 1979 | Billie Jean King Martina Navratilova   | Betty Stöve Wendy Turnbull             | 6:3, 6:3        |
| 1980 | Hana Mandlíková Betty Stöve            | Kathy Jordan Anne Smith                | 6:4, 7:5        |
| 1981 | Mima Jaušovec Martina Navratilova      | Barbara Potter Anne Smith              | 6:4, 6:1        |
| 1982 | Martina Navratilova Pam Shriver        | Candy Reynolds Anne Smith              | 6:2, 6:3        |
| 1983 | Martina Navratilova Candy Reynolds     | Virginia Ruzici Catherine Tanvier      | 6:2, 6:1        |
| 1984 | Claudia Kohde-Kilsch Helena Suková     | Bettina Bunge Eva Pfaff                | 6:2, 4:6, 6:3   |
| 1985 | Hana Mandlíková Pam Shriver            | Carina Karlsson Tine Scheuer-Larsen    | 6:2, 6:1        |
| 1986 | Martina Navratilova Pam Shriver        | Zina Garrison Gabriela Sabatini        | 7:65, 6:4       |
| 1987 | Martina Navratilova Pam Shriver        | Zina Garrison Lori McNeil              | 6:1, 6:2        |
| 1988 | Martina Navratilova Iwona Kuczyńska    | Elna Reinach Raffaella Reggi           | 6:1, 6:4        |
| 1989 | Gigi Fernández Robin White             | Elna Reinach Raffaella Reggi           | 6:4, 7:62       |
| 1990 | Mary Joe Fernández Zina Garrison       | Mercedes Paz Arantxa Sánchez Vicario   | 7:5, 6:3        |
| 1991 | Martina Navratilova Jana Novotná       | Pam Shriver Natallja Swerawa           | 6:2, 5:7, 6:4   |
| 1992 | Arantxa Sánchez Vicario Helena Suková  | Pam Shriver Natallja Swerawa           | 6:4, 7:5        |
| 1993 | Gigi Fernández Natallja Swerawa        | Patty Fendick Martina Navratilova      | 7:66, 6:4       |
| 1994 | Gigi Fernández Natallja Swerawa        | Manon Bollegraf Larisa Neiland         | 7:65, 6:4       |
| 1995 | Gigi Fernández Natallja Swerawa        | Meredith McGrath Larisa Neiland        | 5:7, 6:1, 6:4   |
| 1996 | Nicole Arendt Jana Novotná             | Martina Hingis Helena Suková           | 6:2, 6:3        |
| 1997 | Martina Hingis Arantxa Sánchez Vicario | Lindsay Davenport Jana Novotná         | 7:64, 3:6, 7:63 |
| 1998 | Lindsay Davenport Natallja Swerawa     | Anna Kurnikowa Arantxa Sánchez Vicario | 6:4, 6:2        |
| 1999 | Chanda Rubin Sandrine Testud           | Larisa Neiland Arantxa Sánchez Vicario | 6:3, 6:4        |
| 2000 | Martina Hingis Anna Kurnikowa          | Arantxa Sánchez Vicario Barbara Schett | 6:4, 6:2        |
| 2001 | Lindsay Davenport Lisa Raymond         | Justine Henin Meghann Shaughnessy      | 6:4, 6:74, 7:5  |
| 2002 | Lindsay Davenport Lisa Raymond         | Meghann Shaughnessy Paola Suárez       | 6:2, 6:4        |
| 2003 | Lisa Raymond Rennae Stubbs             | Cara Black Martina Navratilova         | 6:2, 6:4        |
| 2004 | Cara Black Rennae Stubbs               | Anna-Lena Grönefeld Julia Schruff      | 6:3, 6:2        |
| 2005 | Daniela Hantuchová Anastassija Myskina | Květa Peschke Francesca Schiavone      | 6:0, 3:6, 7:5   |

## Siegerauto
| Jahr | Model                           |
| ---- | ------------------------------- |
| 1978 | Porsche 924                     |
| 1983 | Porsche 911 Carrera Cabriolet   |
| 1989 | Porsche 944 S2 Cabriolet        |
| 1991 | Porsche 968 Cabriolet           |
| 1992 | Porsche 911 Carrera Cabriolet   |
| 1994 | Porsche 911 Carrera 4 Cabriolet |
| 1996 | Porsche Boxster                 |

## Auszeichnungen
Bereits bei seiner zweiten Austragung 1979 wurde das Turnier zu dem am besten organisierten aller 32 Grand-Prix-Turniere der Colgate-Serie gewählt.
1996 wurde es von der WTA als weltbestes Damenturnier ausgezeichnet.